# Gonomyia (Gonomyia) varipes
Gonomyia (Gonomyia) varipes is een tweevleugelige uit de familie steltmuggen (Limoniidae). De soort komt voor in het Australaziatisch gebied.